# Юрий
Ю́рий — мужское русское личное имя; является фонетическим вариантом имени Георгий, возникшим из-за невозможности произношения в древнерусской речи начального мягкого Г . В течение продолжительного времени имя Георгий оставалось только в церковном обиходе (являясь крестильным именем), тогда как его светской формой считалось имя Юрий. В XIX веке начался процесс обособления имён друг от друга; после Октябрьской революции оба имени обрели самостоятельный документальный статус; так же, как и другой вариант имени Георгий — Егор. В отличие от последнего, простонародного варианта, имя Юрий в XVII—XIX веках встречалось только в среде дворянства и образованных сословий.

## Происхождение
Славянская адаптация греческого по происхождению христианского имени Георгий (греч. Γεώργιος, сокращённо — Γιώργος). В ранних русских источниках встречается в форме «Гюрги» (аналогичное развитие «ео» > «ю», например в древнем варианте «Семьюн» от «Симеон», наряду с «Семён»). С XIV в. появляется вариант «Юрьи» (в результате перехода фрикативного «г» в «j»), впоследствии по аналогии получивший окончание «ий». Схожие фонетические изменения происходили с именем Георгий и в других славянских языках.